# Emmelia tanzaniae
Emmelia tanzaniae is een vlinder uit de familie van de uilen (Noctuidae). De wetenschappelijke naam van deze soort is voor het eerst voorgesteld als Acontia (Emmelia) tanzaniae door Hermann Hacker, Albert Legrain en Michael Fibiger in een publicatie uit 2010.

## Verspreiding
De soort komt voor in tropisch Afrika waaronder Kenia, Tanzania, Botswana, Zimbabwe, Zuid-Afrika en Lesotho.

## Waardplanten
De rups leeft op soorten van de kaasjeskruidfamilie (Malvaceae) waaronder Sida rhombifolia en Waltheria indica

## Ondersoorten
- Emmelia tanzaniae hampsoniana (Hacker, Legrain & Fibiger, 2008) (Botswana, Zimbabwe, Zuid-Afrika, Lesotho)
- Emmelia tanzaniae tanzaniae (Hacker, Legrain & Fibiger, 2010) (Kenia, Tanzania)